# 도널드 브렌
도널드 브렌(Donald Bren, 본명: 도널드 리로이 브렌, Donald Leroy Bren, 1932년 5월 11일 ~)은 미국의 억만장자 사업가이다. 그는 미국 부동산 개발 회사인 어바인 컴퍼니(Irvine Company)의 회장이자 소유주이다. 순자산 162억 달러를 보유한 그는 2022년 포브스 억만장자 목록에서 112위에 올랐다.

## 어린 시절
브렌은 매리언 뉴버트와 밀턴 브렌의 아들이다. 그의 유대인 아버지 밀턴은 해군 장교, 탤런트 에이전트, 영화 제작자였다. 아일랜드 출신인 그의 어머니 매리언은 시민 지도자였다. 1948년 이혼한 후 브렌의 아버지는 같은 해 아카데미상을 수상한 여배우 클레어 트레버와 재혼했다. 그의 어머니는 나중에 1953년에 철강 사업가 얼 M. 조겐센(Earle M. Jorgensen)과 재혼했다.
브렌은 워싱턴 대학교에서 경영학과 경제학 학사 학위를 취득했다. 그는 부상으로 인해 1956년 올림픽 스키 팀에 출전하지 못했다. 대학 졸업 후 그는 미국 해병대에서 장교로 복무했다.